# Willi Wagner (Fußballspieler)
Willi Karl Wagner (* 5. August 1951 in Wetzlar) ist ein ehemaliger deutscher Fußballspieler und -trainer. Aktuell ist er als Politiker der Alternative für Deutschland tätig.

## Fußballkarriere

### Spieler
Willi Wagner spielte ab 1971 beim SV Darmstadt 98, nachdem er zuvor bereits für TuS Naunheim aktiv war. Mit den Lilien spielte er in der damals zweitklassigen Regionalliga Süd. Als 1974 die 2. Bundesliga eingeführt wurde, qualifizierte sich Wagner mit den Darmstädtern für die neue Südstaffel. In der ersten Saison spielte er in dieser Liga 37 Spiele. 1975/76 spielte er 38 Ligaspiele und erzielte dabei sieben Treffer. Auch 1976/77 blieb er Stammspieler und kam auf 35 Einsätze (drei Tore). 1977/78 spielte er 33 Zweitligaspiele und traf einmal. Mit der Mannschaft stieg er in dieser Saison in die Bundesliga auf. Am 26. August 1978 gab er bei der 4:1-Auswärtsniederlage gegen Eintracht Braunschweig sein Debüt in der erstklassigen Bundesliga, als er in der 79. Spielminute für Joachim Weber eingewechselt wurde. Insgesamt kam er in der Saison auf 16 Erstligaeinsätze und ein Tor. Nach dem Abstieg aus der ersten Liga nahm Darmstadt 1979 am Intertoto-Cup teil, wo Wagner in den Spielen gegen Östers IF und Baník Ostrava eingesetzt wurde. 1979/80 spielte er 29 Spiele (5 Tore) in der zweiten Liga. 1980/81 folgten weitere 38 Spiele (zwei Tore) in der zweiten Liga und der erneute Aufstieg in die Bundesliga. In der ersten Liga kam er 1981/82 auf 26 Erstligaspiele und ein Tor. Nach dem direkten Wiederabstieg kam er in seiner letzten Saison in der zweiten Liga auf 13 Einsätze. Insgesamt kam er zu 360 Ligaeinsätzen und 29 Toren für Darmstadt. Ebenfalls nahm er in der Saison 1972/73 an acht Aufstiegsspielen zur Bundesliga teil, spielte zwei Spiele im Intertoto-Cup und elf Spiele (ein Tor) im DFB-Pokal. Danach spielte er drei Jahre für den VfB Gießen.

### Trainer
Wagner machte ein Fußballlehrer-Studium in Köln und war danach als Trainer in Naunheim, Wetzlar, Waldgirmes, Herborn und Gießen tätig. Dabei trainierte er unter anderem den SC Waldgirmes und den TuS Naunheim.

### Erfolge
SV Darmstadt 98
- Meister der 2. Fußball-Bundesliga Süd: 1977/78, 1980/81

## Politische Tätigkeiten
Wagner ist aktives Mitglied der AfD. Er ist 1. Vorsitzender im Kreisverband der AfD Lahn-Dill.
Bei den Bundestagswahlen 2017 und 2021 kandidierte er jeweils erfolglos im Bundestagswahlkreis Lahn-Dill. Bei den Landtagswahlen in Hessen 2018 und 2023 kandidierte er im Wahlkreis Lahn-Dill II, verpasste jedoch jeweils den Einzug in den Landtag.
Wagner forderte im Vorfeld der Landtagswahl 2018 das Ende der Amtszeiten von Volker Bouffier und Angela Merkel. Sein Schwerpunkt ist durch seine frühere Tätigkeit als Gymnasiallehrer die Bildungspolitik. Zudem lehnt er ein dauerhaftes Bleiberecht in Deutschland für Geflüchtete ab.

## Persönliches
Willi Wagner besuchte als Schüler die Goetheschule Wetzlar. Nach seiner Karriere als Fußballspieler unterrichtete er 40 Jahre lang als Gymnasiallehrer die Fächer Chemie, Mathematik, Sport, Politik und Wirtschaft an der Eichendorffschule in Wetzlar-Dalheim und in Dillenburg.
Wagner ist verheiratet und Vater von drei Kindern.